# Municipio de Lumberton (Carolina del Norte)
El municipio de Lumberton (en inglés: Lumberton Township) es un municipio ubicado en el  condado de Robeson en el estado estadounidense de Carolina del Norte. En el año 2000 tenía una población de 24.268 habitantes.

## Geografía
El municipio de Lumberton se encuentra ubicado en las coordenadas 34°37′12.05″N 79°0′7.4″O / 34.6200139, -79.002056.